# 5352 Fujita
5352 Fujita eller 1989 YN är en asteroid i huvudbältet som upptäcktes den 27 december 1989 av de japanska astronomerna Yoshio Kushida och Osamu Muramatsu vid Yatsugatake-Kobuchizawa-observatoriet. Den är uppkallad efter japanen Yoshio Fujita.
Asteroiden har en diameter på ungefär 4 kilometer.